# Renato Gavarini
Renato Gavarini (Parma, 2 settembre 1919 – Parma, 20 aprile 2003) è stato un tenore italiano.
Studiò per merito dell'industriale conserviero Gino Pagani, che lo affidò ad Annibale Pizzarelli e poi gli consentì di continuare al Conservatorio Cherubini di Firenze. Il 15 agosto 1946 debuttò come Alfredo Germont ne La traviata di Verdi all'Arena del Sole di Roccabianca. Subito dopo vinse il concorso nazionale di canto della RAI. Dal 1948 al 1962 si esibì in molte opere liriche per le sedi RAI di Torino, Milano, Roma e Napoli.
Nel 1949 iniziò la carriera al Teatro municipale Romolo Valli di Reggio Emilia, cui sono seguiti quelli di Brescia, Catania, Genova, Venezia (La Fenice, 3 stagioni), Torino, Palermo (Teatro Massimo, stagioni 1951, 1954, 1968), Napoli (San Carlo dal 1952 al 1960), Roma (Teatro dell'Opera, 2 stagioni), Milano (Teatro alla Scala), Trieste (Teatro Verdi, tra il 1955 e il 1960), Parma (Teatro Regio, dal 1951 per 20 anni) e all'estero: al Cairo, Alessandria d'Egitto, Berna, Nizza, Barcellona, Oviedo, Malta e Wiesbaden.
Nel 1954 ha cantato al Teatro alla Scala con Maria Callas nell'opera Alceste di Gluck, con registrazione in diretta.
Dopo essersi ritirato dalle scene ha intrapreso un'attività commerciale con un negozio di dischi, dedicandosi anche all'insegnamento del canto lirico.

## Repertorio
| Ruolo           | Titolo                      | Autore      |
| --------------- | --------------------------- | ----------- |
| Tebaldo         | I Capuleti e i Montecchi    | Bellini     |
| Pollione        | Norma                       | Bellini     |
| Don José        | Carmen                      | Bizet       |
| Titziken        | Lodoïska                    | Cherubini   |
| Giasone         | Medea                       | Cherubini   |
| Andrea Chénier  | Andrea Chénier              | Giordano    |
| Admeto          | Alceste                     | Gluck       |
| Sesto Pompeo    | Giulio Cesare in Egitto     | Händel      |
| Canio           | Pagliacci                   | Leoncavallo |
| Nerone          | L'incoronazione di Poppea   | Monteverdi  |
| Sisera          | Debora e Jaele              | Pizzetti    |
| Un'araldo       | Assassinio nella cattedrale | Pizzetti    |
| Enea            | Didone ed Enea              | Purcell     |
| Sansone         | Sansone e Dalila            | Saint-Saëns |
| Licinio         | La Vestale                  | Spontini    |
| MacDuff         | Macbeth                     | Verdi       |
| Stiffelio       | Stiffelio                   | Verdi       |
| Alfredo Germont | La traviata                 | Verdi       |
| Lohengrin       | Lohengrin                   | Wagner      |
| Tristano        | Tristano e Isotta           | Wagner      |
| Sigfrido        | Il crepuscolo degli dei     | Wagner      |